# Palavela
Palavela (zkráceně z Palazzo a Vela, dříve Palazzo delle Mostre) je aréna v Turíně na břehu řeky Pád. Navrhli ji stavitel Franco Levi a architekt Annibale Rigotti se synem Giorgiem. Kruhový půdorys arény má průměr 130 metrů.
Vznikla původně pro potřeby výstavy Italia '61. Stala se dějištěm soutěží v krasobruslení a short tracku na Zimních olympijských hrách 2006, pro které byla zrenovována. Následně se v ní konaly i soutěže Světové zimní univerziády 2007, mistrovství Evropy v moderní gymnastice 2008 nebo mistrovství světa v krasobruslení 2010.
Cena rekonstrukce byla 55 milionů eur.
Kapacita haly je maximálně 12 tisíc lidí, pro utkání v basketbalu činí 9200 diváků.
Palavela se objevila ve filmu Loupež po italsku z roku 1969.